# Sega circolare

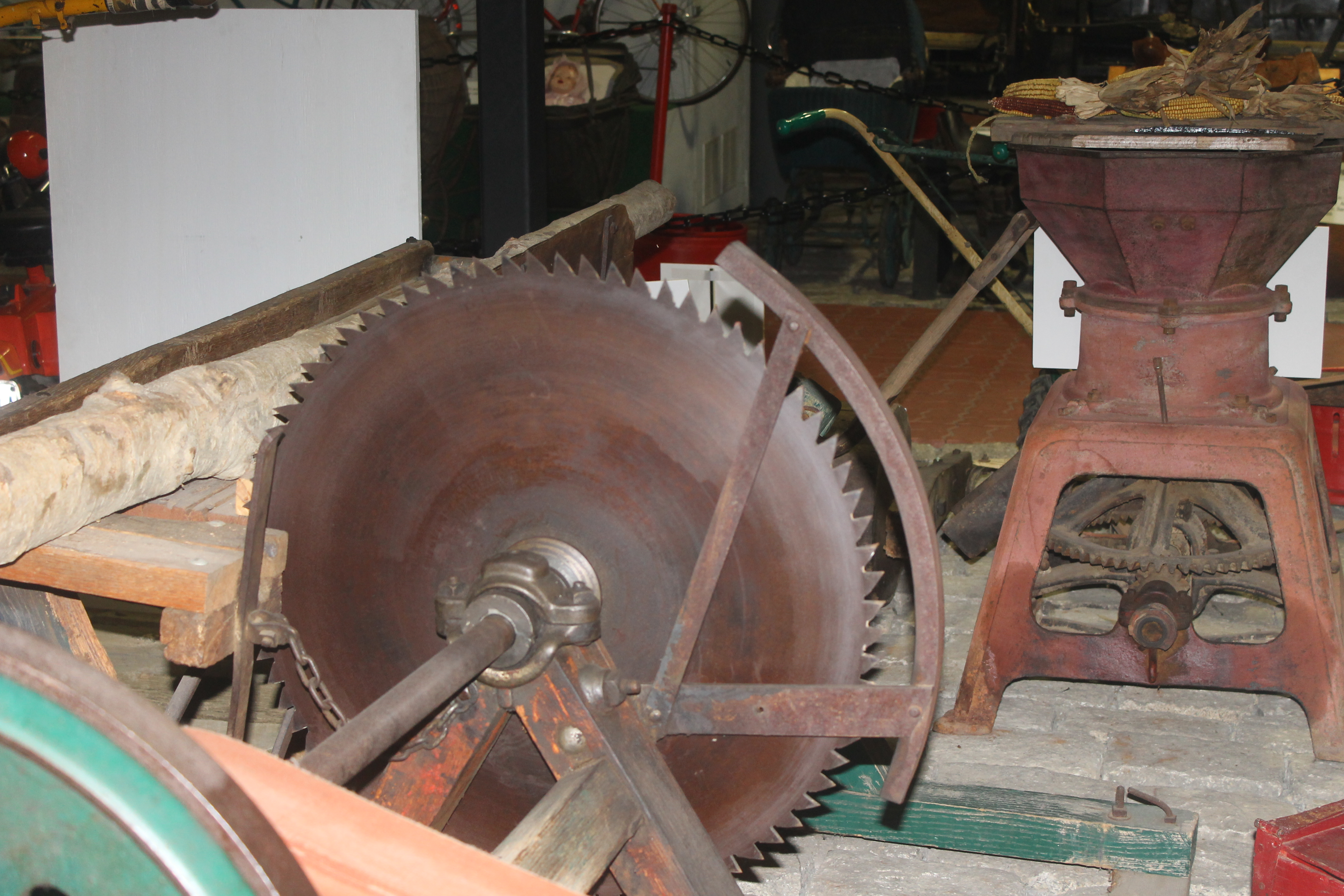
Una sega circolare.

La sega circolare è uno strumento utilizzato per eseguire tagli rettilinei su diversi tipi di materiali tra i quali, legno e suoi derivati , plastica, metalli e molti altri. È chiamata circolare per la forma della lama, un disco metallico dentato che gira. L'invenzione è attribuita al falegname Walter Taylor nel 1775. Esiste un'attribuzione successiva alla signora Tabitha Babbitt nel 1813, anche se ciò non è ancora stato verificato con certezza.
Questo tipo di macchina consente tagli esclusivamente rettilinei e permette elevati avanzamenti di taglio (al contrario del seghetto alternativo che ha come destinazione d'uso l'esecuzione di tagli curvilinei e/o variamente sagomati ma con modesto avanzamento di taglio). La precisione e la finitura superficiale del taglio è (salvo alcune macchine industriali) generalmente modesta.

## Tipologie

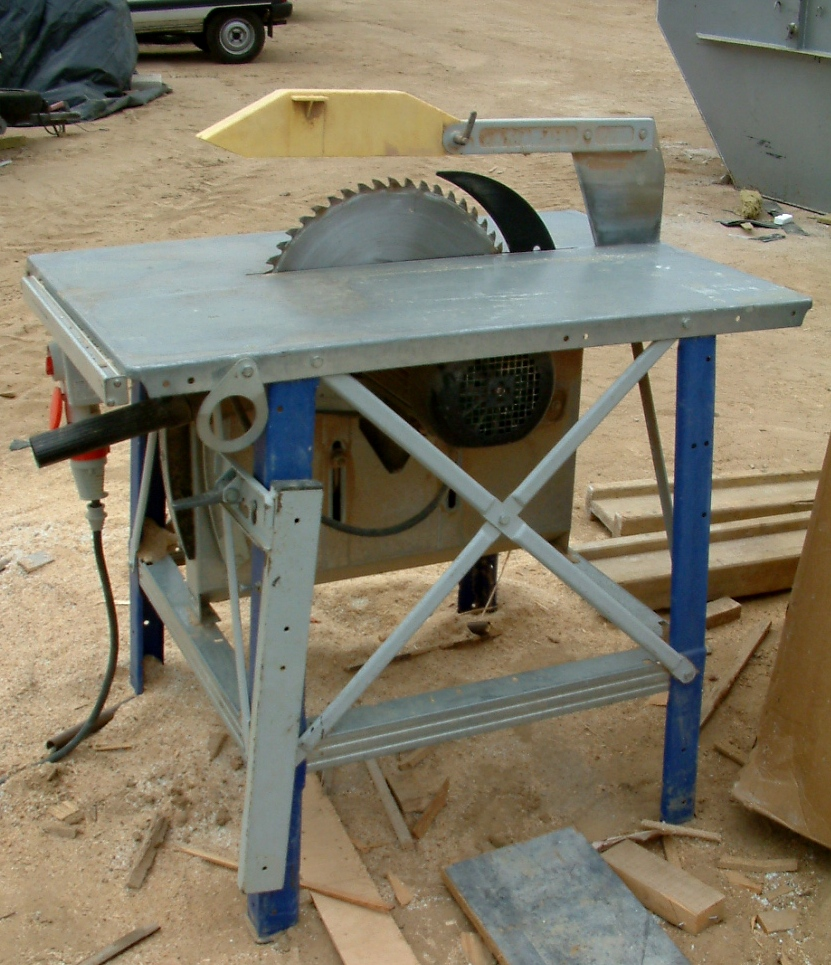
Sega circolare.

Si distinguono principalmente in tre tipi:
Seghe circolari portatili: sono molto compatte e leggere in quanto devono essere impugnate dall'operatore. In questo tipo di macchine il pezzo da tagliare è posato su un banco da lavoro e la macchina scorre sopra di esso sulla sua scarpetta spinta dall'operatore.
Seghe circolari da banco: sono macchine stazionarie (o in alcuni casi trasportabili) che consistono in un piano di lavoro di dimensioni molto variabili da cui emerge una lama circolare,da una feritoia, sempre protetta da dei ripari. In questo caso la macchina è fissa e l'operatore fa scorrere sul piano di lavoro il pezzo da tagliare.
Squadratrici radiali: sono macchine stazionarie che consistono in un piano di lavoro con un binario sovrastante su cui scorre un carrello che accoglie il gruppo motore-lama. In questo tipo di macchina il pezzo da tagliare è sistemato sul piano di lavoro della stessa e l'operatore muove il carrello lungo il binario guida per eseguire il taglio.
Nelle seghe circolari portatili la lama è mossa normalmente da motori universali con uno o più stadi di riduzione e gira con velocità compresa tra 2000 giri al minuto per le macchine con diametro lama maggiore (fino a 315 mm per alcune macchine da cantiere) e 5000 giri al minuto per le macchine con lama più piccola (generalmente intorno a 140 mm fatta eccezione per i microutensili).

La profondità di taglio varia con il diametro della lama e oscilla generalmente tra 30–35 mm per quelle piccole fino a 130–140 mm per quelle più grandi. Normalmente tutto il corpo motore-lama è inclinabile e sollevabile con delle regolazioni manuali rispetto alla scarpetta o al piano di scorrimento per ottenere rispettivamente tagli inclinati (in genere non oltre i 45°) o a profondità limitata (in genere fino a 0 mm). Esiste come accessorio, normalmente in dotazione alla macchina, anche una pattino guida per eseguire tagli di rifila.
Nelle seghe circolari da banco la lama è mossa normalmente da motori ad induzione monofase o trifase in presa diretta (ma non mancano esempi di macchine trasportabili mosse da motori universali o macchine stazionarie mosse da motori ad induzione ma con trasmissione a cinghia) e gira a velocità di 2750-2900 giri al minuto nei modelli più piccoli (lama di diametro minore di 315 mm) o 1350-1450 giri al minuto nei modelli più grandi (lama di diametro maggiore di 315 mm). Per le macchine mosse da motore universale o con trasmissione a cinghia le velocità della lama si discostano da quelle proprie dei motori ad induzione ma rimangono sempre in un intorno compreso tra 2000 e 4000 giri al minuto.
La profondità di taglio varia con il diametro della lama e oscilla tra i 40 mm dei modelli più piccoli ed i 90 mm per i modelli più grandi.

## Le lame
L'acciaio indicato per la costruzione della lama della sega circolare è quello per utensili per lavorazione a freddo (ad esempio l'X210Cr13).

Una sua caratteristica è l'elevato tenore di carbonio, utile a raggiungere la necessaria durezza, e di cromo, utile alla temprabilità e alla durezza (grazie ai carburi di cromo finemente dispersi) senza eccessiva diminuzione della duttilità.
Per legni "sabbiosi" vengono usati dischi montanti placchette di Widia per la veloce riaffilatura dei denti.

## Galleria d'immagini

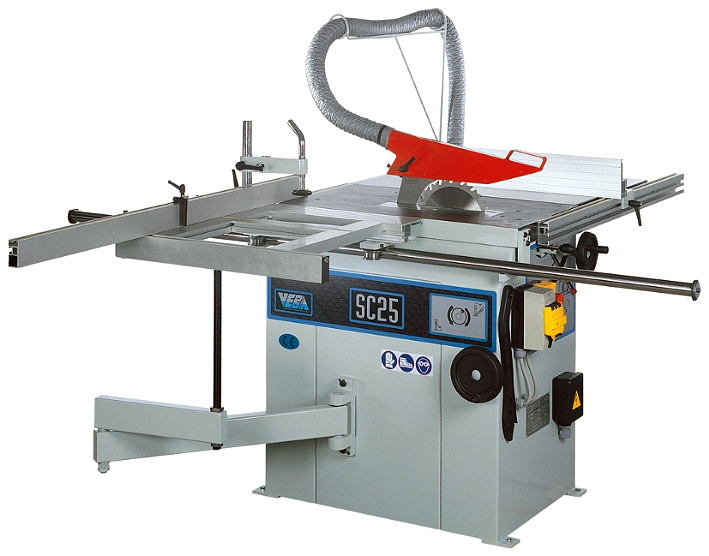
Moderna sega circolare da banco